# Dampierre-sur-Linotte
Dampierre-sur-Linotte település Franciaországban, Haute-Saône megyében. Lakosainak száma 766 fő (2022. január 1.). Dampierre-sur-Linotte Villers-le-Sec, Vy-lès-Filain, Bouhans-lès-Montbozon, Chassey-lès-Montbozon, Cognières, Filain, Fontenois-lès-Montbozon, Neurey-lès-la-Demie, Noroy-le-Bourg, Thieffrans és Vallerois-le-Bois községekkel határos.

## Népesség
A település népességének változása:
| Lakosok száma | 146  | 810  | 804  | 819  | 802  | 797  | 794  | 792  | 780  | 766  |
|               | 1657 | 2013 | 2015 | 2016 | 2017 | 2018 | 2019 | 2020 | 2021 | 2022 |